# 札幌市立北野台中学校
札幌市立北野台中学校（さっぽろしりつきたのだいちゅうがっこう）は、北海道札幌市清田区にある公立の中学校。

## 学校教育目標
豊かに 自己の未来をひらく生徒の育成

### めざす生徒像
変化の激しいこれからの社会で、豊かに未来を拓くことができる生徒
1. 自ら課題を見つけ、他者と協働しながら最適解を見出そうとする生徒
2. 失敗を恐れずに、様々なことに挑戦（チャレンジ）できる生徒
3. 自己を肯定し、多様な価値観を理解し認め合う生徒

## 通学区域
札幌市清田区のうち、
- 北野3条4丁目～5丁目
- 北野4条4丁目～5丁目
- 北野5条4丁目～5丁目
- 北野6条4丁目～5丁目
- 北野7条4丁目～5丁目

札幌市立北野台小学校と通学区域が一致する。

## 交通
- 札幌市営地下鉄東西線大谷地駅より北海道中央バスに乗車、「北野4条5丁目」バス停下車。